# Bjørne Brødre 2
Bjørnebrødre 2 er en direkte-til-video efterfølger til den animerede film Bjørnebrødre, som blev udgivet for første gang på DVD i USA den 29. august 2006, og i Danmark den 20. september 2006

## Handling
Vi befinder os flere måneder efter den oprindelige Bjørne Brødre, Kenai – nu en gråbjørn – lever lykkeligt med sin nye lillebror, Koda. De er netop vågnet op fra dvale og er på vej op til Sortebær Bakken for at spise årets første bær. Desværre er Kenai hjemsøgt af minderne om barndommens vennen Nita, som han gav en amulet til for mange år siden.
I mellemtiden, i en landsby ikke langt væk, bliver Nita – nu en ung kvinde – gift med en jæger, hvis navn er Atka. Pludselig bryder et jordskælv løs, som ødelægger brylluppet og efterlader Nita bange og forvirret. Den nat lytter hun til landsbyshamanen, som siger, at Nita ikke kan gifte sig med Atka, fordi hendes amulet forbinder hende til Kenai. For at bryde den forpligtelse skal Nita og Kenai gå til Hokanivandfaldet – hvor amuletten blev givet – og brænde den på jævndøgnsdagen. For at hjælpe dem med at finde hinanden, velsigner De Store Ånder Nita med evnen til at tale med dyr.
Snart er de gamle venner genforenet og rejser – selvom Kenai er tilbageholdende med at afbryde deres "engagement" – sammen med Koda af sted. På turen oplever trioen tyvagtig vaskebjørne, Nitas frygt for vand, og romantiske problemer med elgbrødrene Rod og Stub.
På turen opstår der også kærlighed imellem Kenai og Nita, som gør Koda jaloux og ked af det. En nat, overhører han sin storebror, som bliver spurgt, om han nogensinde har ønsket at vende tilbage til den menneskelige verden. Da Koda hører svaret "ja", løber Koda væk til nogle nærliggende bjerge. Nita finder ham, men de bliver fanget i en lavine, men bliver reddet af Kenai. Her fortæller han Koda, at han aldrig vil forlade ham.
Til sidst når de rejsende til Hokanivandfaldet og Nita brænder amuletten. Desværre mister hun også evnen til at tale med de to bjørne. Dybt nedtrykt og hjerteslået, siger Nita farvel, før hun bryder sammen i tårer.
Den næste dag, spørger Koda Kenai, om han er forelsket i Nita. Kenai svarer ikke direkte (selvom det er indlysende, at han faktisk er forelsket i hende). Koda beslutter derfor, at han vil bede ånderne om at gøre Kenai til et menneske igen, så han kan være sammen med Nita.
Koda går derefter til Nitas landsby for at hente hende, men bliver forfulgt af jægere. Heldigvis kommer Kenai – som havde hørt om Kodas plan gennem Rod og Stub – for at redde sin lillebror, men han bliver også forfulgt. På dette tidspunkt, beslutter Nita endelig at følge sit hjerte og ikke gennemfører sit arrangerede ægteskab. Hun ser hvad der sker og prøver at hjælpe bjørnene. Med hjælp fra elgene bliver Koda reddet, men Kenai bliver næsten dræbt af tankeløse Atka. Nita bliver vred på Atka, dropper ham på stedet og styrter derefter hen til Kenai.
Heldigvis er hun i stand til at redde ham og endelig får de vist deres sande følelser for hinanden. Lige pludselig viser De Store Ånder sig og giver bjørnene en ny chance for at tale med Nita, for at få tingene på plads. Kenai fortæller Nita, at han ikke kan gøre sig selv til et menneske igen, fordi Koda har brug for ham, så Nita beslutter sig for, at lade De Store Ånder gøre hende til en bjørn i stedet. Det vil ånderne gerne gøre for Nita. Den følgende dag, gifter Kenai og Nita sig og alle deres venner er med til brylluppet, herunder elgbrødrene og deres mager. Filmen slutter med, at De Store Ånder omdanner billedet af unge Kenai og Nita ved Hokani Vandfaldet, til et par bjørne.

## Skuespillere
| Engelske skuespiller | Danske skuespiller | Rolle          |
| --- | --- | -------------- |
| Patrick Dempsey | Nikolaj Lie Kaas | Kenai          |
| Mandy Moore | Helle Fagralid | Nita           |
| Jeremy Suarez | Jamie Morton | Koda           |
| Rick Moranis | Niels Olsen | Rod            |
| Dave Thomas | Thomas Mørk | Stub           |
| Andrea Martin | Kirsten Lehfeldt | Anja           |
| Catherine O'Hara | Søs Egelind | Katja          |
| Wanda Sykes | Annie Birgit Garde | Innoko         |
| Wendie Malick | Ditte Gråbøl | Tante Siqiniq  |
| Kathy Najimy | Michelle Bjørn-Andersen | Tante Taqqiq   |
| Michael Clarke Duncan | Jens Okking | Tom            |
| Jim Cummings | Lars Knutzon | Bering         |
| Jim Cummings | Søren Steen | Chilkoot       |
| Zacharias Grassmé, Sophie Larsen, Vibeke Hastrup, Kasper Leisner, Christian Damsgaard, Lars Lippert, Charlotte Guldberg, Sophia Helena Bühring, Jonatan Rangan Bühring & Jonathan Werner Juelet | Zacharias Grassmé, Sophie Larsen, Vibeke Hastrup, Kasper Leisner, Christian Damsgaard, Lars Lippert, Charlotte Guldberg, Sophia Helena Bühring, Jonatan Rangan Bühring & Jonathan Werner Juelet | Øvrige stemmer |